# 4 Heures de Monza 2020
Navigation
Édition précédente Édition suivante
Les 4 Heures de Monza 2020, disputées le 11 octobre 2020 sur le circuit de Monza, sont la cinquante-huitième édition de cette course, la cinquième sur un format de quatre heures, et la quatrième manche de l'European Le Mans Series 2020.

## Engagés

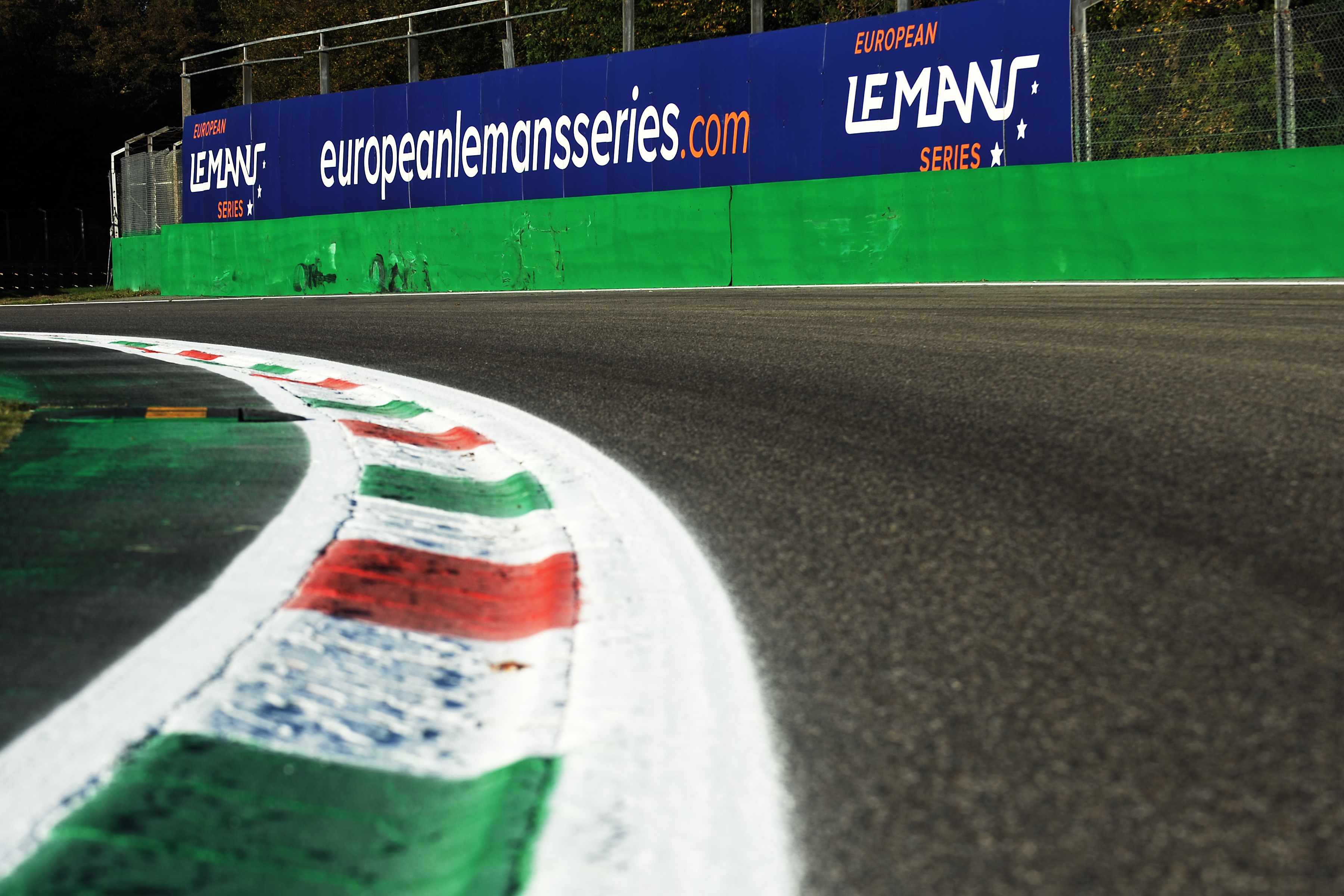
Circuit de Monza lors des 4 Heures de Monza 2020.

La liste officielle des engagés était composée de 34 voitures, dont 15 en LMP2, 12 en LMP3 et 7 en LM GTE.
Dans la catégorie LMP2, La grille est identique aux manches précédentes du championnat. Le pilote indonésien Arjun Maini a fait son apparition au sein de l'écurie portugaise Algarve Pro Racing afin de remplacer Loïc Duval, retenu par une manche du DTM à Zolder. Le pilote français Charles Milesi, après une belle performance aux 24 Heures du Mans, a lui poursuivi son aventure au volant de Oreca 07 de l'écurie américaine DragonSpeed afin d'épauler Ben Hanley et Henrik Hedman. 
Dans la catégorie LMP3, l'écurie anglaise BHK Motorsport a remanié l’équipage de sa Ligier JS P320 n°16 avec l'arrivée du pilote belge Tom Cloet et le pilote français Philippe Paillot. 
Dans la catégorie GTE, la Ferrari 488 GTE n°51 de l'écurie italienne AF Corse n'a pas participé à cette manche. Le pilote italien Nicola Cadei à retrouve quant à lui le baquet de la Ferrari 488 GTE n°74 de l'écurie suisse Kessel Racing,.

## Qualifications
| Pos. | Classe | N° | Équipe                    | Pilote                  | Temps          | Écart        |
| 1    | LMP2   | 22 | United Autosports         | Filipe Albuquerque      | 1 min 33 s 928 | --           |
| 2    | LMP2   | 26 | G-Drive Racing            | Nyck de Vries           | 1 min 34 s 021 | + 0 s 093    |
| 3    | LMP2   | 30 | Duqueine Team             | Konstantin Tereshchenko | 1 min 34 s 435 | + 0 s 507    |
| 4    | LMP2   | 37 | Cool Racing               | Nicolas Lapierre        | 1 min 34 s 607 | + 0 s 679    |
| 5    | LMP2   | 32 | United Autosports         | Will Owen               | 1 min 35 s 087 | + 1 s 159    |
| 6    | LMP2   | 39 | Graff                     | Thomas Laurent          | 1 min 35 s 096 | + 1 s 168    |
| 7    | LMP2   | 24 | Algarve Pro Racing        | Jon Lancaster           | 1 min 35 s 181 | + 1 s 253    |
| 8    | LMP2   | 28 | IDEC Sport Racing         | Richard Bradley         | 1 min 35 s 191 | + 1 s 263    |
| 9    | LMP2   | 31 | Panis Racing              | Nicolas Jamin           | 1 min 35 s 225 | + 1 s 297    |
| 10   | LMP2   | 25 | Algarve Pro Racing        | Gabriel Aubry           | 1 min 35 s 338 | + 1 s 410    |
| 11   | LMP2   | 50 | Richard Mille Racing Team | Tatiana Calderón        | 1 min 35 s 437 | + 1 s 509    |
| 12   | LMP2   | 27 | DragonSpeed               | Ben Hanley              | 1 min 35 s 558 | + 1 s 630    |
| 13   | LMP2   | 35 | BHK Motorsport            | Sergio Campana          | 1 min 35 s 902 | + 1 s 974    |
| 14   | LMP2   | 20 | High Class Racing         | Anders Fjordbach        | 1 min 36 s 063 | + 2 s 135    |
| 15   | LMP3   | 2  | United Autosports         | Wayne Boyd              | 1 min 43 s 017 | + 9 s 089    |
| 16   | LMP3   | 15 | RLR Msport                | Malthe Jakobsen         | 1 min 43 s 278 | + 9 s 350    |
| 17   | LMP3   | 4  | DKR Engineering           | Laurents Hörr           | 1 min 43 s 434 | + 9 s 506    |
| 18   | LMP3   | 8  | Realteam Racing           | David Droux             | 1 min 43 s 700 | + 9 s 772    |
| 19   | LMP3   | 3  | United Autosports         | Duncan Tappy            | 1 min 43 s 808 | + 9 s 880    |
| 20   | LMP3   | 10 | Nielsen Racing            | Garett Grist            | 1 min 43 s 941 | + 10 s 013   |
| 21   | LMP3   | 7  | Nielsen Racing            | Colin Noble             | 1 min 43 s 955 | + 10 s 027   |
| 22   | LMP3   | 13 | Inter Europol Competition | Dino Lunardi            | 1 min 44 s 148 | + 10 s 220   |
| 23   | LMP3   | 9  | Graff                     | Vincent Capillaire      | 1 min 44 s 160 | + 10 s 232   |
| 24   | LMP3   | 11 | EuroInternational         | Niko Kari               | 1 min 44 s 294 | + 10 s 366   |
| 25   | LMP3   | 16 | BHK Motorsport            | Lorenzo Veglia          | 1 min 45 s 136 | + 11 s 208   |
| 26   | LMP3   | 5  | Graff                     | Eric Trouillet          | 1 min 45 s 632 | + 11 s 704   |
| 27   | LMGTE  | 60 | Iron Lynx                 | Andrea Piccini          | 1 min 46 s 113 | + 12 s 185   |
| 28   | LMGTE  | 93 | Proton Competition        | Richard Lietz           | 1 min 46 s 454 | + 12 s 526   |
| 29   | LMGTE  | 77 | Proton Competition        | Alessio Picariello      | 1 min 46 s 647 | + 12 s 719   |
| 30   | LMGTE  | 55 | Spirit of Race            | Matt Griffin            | 1 min 46 s 711 | + 12 s 783   |
| 31   | LMGTE  | 83 | Iron Lynx                 | Rahel Frey              | 1 min 46 s 773 | + 12 s 845   |
| 32   | LMGTE  | 66 | JMW Motorsport            | Gunnar Jeannette        | 1 min 46 s 971 | + 13 s 043   |
| 40   | LMP2   | 34 | Inter Europol Competition | Pas de temps            | Pas de temps   | Pas de temps |
| 41   | LMGTE  | 74 | Kessel Racing             | Pas de temps            | Pas de temps   | Pas de temps |

## Course

### Classement de la course
Voici le classement provisoire au terme de la course.
- Les vainqueurs de chaque catégorie sont signalés par un fond jauni.
- Pour la colonne Pneus, il faut passer le curseur au-dessus du modèle pour connaître le manufacturier de pneumatiques.

| Pos  | Classe | no | Écurie                    | Pilotes                                                   | Châssis                       | Pneus | Tours | Temps               |
| Pos  | Classe | no | Écurie                    | Pilotes                                                   | Moteur                        | Pneus | Tours | Temps               |
| ---- | ------ | -- | ------------------------- | --------------------------------------------------------- | ----------------------------- | ----- | ----- | ------------------- |
| 1    | LMP2   | 22 | United Autosports         | Phil Hanson Filipe Albuquerque                            | Oreca 07                      | M     | 135   | 4 h 00 min 07 s 963 |
| 1    | LMP2   | 22 | United Autosports         | Phil Hanson Filipe Albuquerque                            | Gibson GK428 4,2 l V8 Atmo    | M     | 135   | 4 h 00 min 07 s 963 |
| 2    | LMP2   | 32 | United Autosports         | Will Owen Alex Brundle Job van Uitert                     | Oreca 07                      | M     | 135   | + 3 s 057           |
| 2    | LMP2   | 32 | United Autosports         | Will Owen Alex Brundle Job van Uitert                     | Gibson GK428 4,2 l V8 Atmo    | M     | 135   | + 3 s 057           |
| 3    | LMP2   | 20 | High Class Racing         | Anders Fjordbach Dennis Andersen                          | Oreca 07                      | M     | 135   | + 55 s 749          |
| 3    | LMP2   | 20 | High Class Racing         | Anders Fjordbach Dennis Andersen                          | Gibson GK428 4,2 l V8 Atmo    | M     | 135   | + 55 s 749          |
| 4    | LMP2   | 37 | Cool Racing               | Nicolas Lapierre Antonin Borga Alexandre Coigny           | Oreca 07                      | M     | 135   | + 56 s 249          |
| 4    | LMP2   | 37 | Cool Racing               | Nicolas Lapierre Antonin Borga Alexandre Coigny           | Gibson GK428 4,2 l V8 Atmo    | M     | 135   | + 56 s 249          |
| 5    | LMP2   | 31 | Panis Racing              | Julien Canal Nicolas Jamin Will Stevens                   | Oreca 07                      | G     | 135   | + 1 min 16 s 462    |
| 5    | LMP2   | 31 | Panis Racing              | Julien Canal Nicolas Jamin Will Stevens                   | Gibson GK428 4,2 l V8 Atmo    | G     | 135   | + 1 min 16 s 462    |
| 6    | LMP2   | 28 | IDEC Sport Racing         | Paul Lafargue Nicolas Minassian Richard Bradley           | Oreca 07                      | M     | 135   | + 1 min 29 s 410    |
| 6    | LMP2   | 28 | IDEC Sport Racing         | Paul Lafargue Nicolas Minassian Richard Bradley           | Gibson GK428 4,2 l V8 Atmo    | M     | 135   | + 1 min 29 s 410    |
| 7    | LMP2   | 30 | Duqueine Team             | Tristan Gommendy Jonathan Hirschi Konstantin Tereshchenko | Oreca 07                      | M     | 135   | + 1 min 36 s 349    |
| 7    | LMP2   | 30 | Duqueine Team             | Tristan Gommendy Jonathan Hirschi Konstantin Tereshchenko | Gibson GK428 4,2 l V8 Atmo    | M     | 135   | + 1 min 36 s 349    |
| 8    | LMP2   | 24 | Algarve Pro Racing        | Henning Enqvist Jon Lancaster Arjun Maini                 | Oreca 07                      | G     | 134   | + 1 tour            |
| 8    | LMP2   | 24 | Algarve Pro Racing        | Henning Enqvist Jon Lancaster Arjun Maini                 | Gibson GK428 4,2 l V8 Atmo    | G     | 134   | + 1 tour            |
| 9    | LMP2   | 39 | Graff                     | James Allen Thomas Laurent Alexandre Cougnaud             | Oreca 07                      | M     | 134   | + 1 tour            |
| 9    | LMP2   | 39 | Graff                     | James Allen Thomas Laurent Alexandre Cougnaud             | Gibson GK428 4,2 l V8 Atmo    | M     | 134   | + 1 tour            |
| 10   | LMP2   | 50 | Richard Mille Racing Team | Tatiana Calderón Sophia Flörsch Beitske Visser            | Oreca 07                      | M     | 134   | + 1 tour            |
| 10   | LMP2   | 50 | Richard Mille Racing Team | Tatiana Calderón Sophia Flörsch Beitske Visser            | Gibson GK428 4,2 l V8 Atmo    | M     | 134   | + 1 tour            |
| 11   | LMP2   | 25 | Algarve Pro Racing        | John Falb Simon Trummer Gabriel Aubry                     | Oreca 07                      | G     | 134   | + 1 tour            |
| 11   | LMP2   | 25 | Algarve Pro Racing        | John Falb Simon Trummer Gabriel Aubry                     | Gibson GK428 4,2 l V8 Atmo    | G     | 134   | + 1 tour            |
| 12   | LMP2   | 34 | Inter Europol Competition | Jakub Śmiechowski René Binder Matevos Isaakyan            | Ligier JS P217                | M     | 132   | + 3 tours           |
| 12   | LMP2   | 34 | Inter Europol Competition | Jakub Śmiechowski René Binder Matevos Isaakyan            | Gibson GK428 4,2 l V8 Atmo    | M     | 132   | + 3 tours           |
| 13   | LMP2   | 35 | BHK Motorsport            | Francesco Dracone Sergio Campana                          | Oreca 07                      | G     | 132   | + 3 tours           |
| 13   | LMP2   | 35 | BHK Motorsport            | Francesco Dracone Sergio Campana                          | Gibson GK428 4,2 l V8 Atmo    | G     | 132   | + 3 tours           |
| 14   | LMP3   | 13 | Inter Europol Competition | Martin Hippe Dino Lunardi                                 | Ligier JS P320                | M     | 125   | + 10 tours          |
| 14   | LMP3   | 13 | Inter Europol Competition | Martin Hippe Dino Lunardi                                 | Nissan VK56 5,6 l V8 Atmo     | M     | 125   | + 10 tours          |
| 15   | LMP3   | 11 | EuroInternational         | Niko Kari Nicolas Maulini Jacopo Baratto                  | Ligier JS P320                | M     | 125   | + 10 tours          |
| 15   | LMP3   | 11 | EuroInternational         | Niko Kari Nicolas Maulini Jacopo Baratto                  | Nissan VK56 5,6 l V8 Atmo     | M     | 125   | + 10 tours          |
| 16   | LMP3   | 2  | United Autosports         | Wayne Boyd Tom Gamble Robert Wheldon                      | Ligier JS P320                | M     | 125   | + 10 tours          |
| 16   | LMP3   | 2  | United Autosports         | Wayne Boyd Tom Gamble Robert Wheldon                      | Nissan VK56 5,6 l V8 Atmo     | M     | 125   | + 10 tours          |
| 17   | LMP3   | 8  | Realteam Racing           | Esteban Garcia David Droux                                | Ligier JS P320                | M     | 124   | + 11 tours          |
| 17   | LMP3   | 8  | Realteam Racing           | Esteban Garcia David Droux                                | Nissan VK56 5,6 l V8 Atmo     | M     | 124   | + 11 tours          |
| 18   | LMP3   | 9  | Graff                     | Vincent Capillaire Arnold Robin Maxime Robin (de)         | Ligier JS P320                | M     | 124   | + 11 tours          |
| 18   | LMP3   | 9  | Graff                     | Vincent Capillaire Arnold Robin Maxime Robin (de)         | Nissan VK56 5,6 l V8 Atmo     | M     | 124   | + 11 tours          |
| 19   | LMP3   | 10 | Nielsen Racing            | Rob Hodes Garett Grist Charles Crews                      | Duqueine M30 - D08            | M     | 124   | + 11 tours          |
| 19   | LMP3   | 10 | Nielsen Racing            | Rob Hodes Garett Grist Charles Crews                      | Nissan VK56 5,6 l V8 Atmo     | M     | 124   | + 11 tours          |
| 20   | LMP3   | 4  | DKR Engineering           | Laurents Hörr François Kirmann Wolfgang Triller           | Duqueine M30 - D08            | M     | 124   | + 11 tours          |
| 20   | LMP3   | 4  | DKR Engineering           | Laurents Hörr François Kirmann Wolfgang Triller           | Nissan VK56 5,6 l V8 Atmo     | M     | 124   | + 11 tours          |
| 21   | LMGTE  | 74 | Kessel Racing             | Michał Broniszewski David Perel Nicola Cadei              | Ferrari 488 GTE Evo           | G     | 124   | + 11 tours          |
| 21   | LMGTE  | 74 | Kessel Racing             | Michał Broniszewski David Perel Nicola Cadei              | Ferrari F154CB 3.9 L V8 Turbo | G     | 124   | + 11 tours          |
| 22   | LMGTE  | 77 | Proton Competition        | Christian Ried Michele Beretta (en) Alessio Picariello    | Porsche 911 RSR               | G     | 123   | + 12 tours          |
| 22   | LMGTE  | 77 | Proton Competition        | Christian Ried Michele Beretta (en) Alessio Picariello    | Porsche 4,0 l Flat-6 Atmo     | G     | 123   | + 12 tours          |
| 23   | LMGTE  | 83 | Iron Lynx                 | Manuela Gostner Rahel Frey Michelle Gatting               | Ferrari 488 GTE Evo           | G     | 123   | + 12 tours          |
| 23   | LMGTE  | 83 | Iron Lynx                 | Manuela Gostner Rahel Frey Michelle Gatting               | Ferrari F154CB 3.9 L V8 Turbo | G     | 123   | + 12 tours          |
| 24   | LMGTE  | 55 | Spirit of Race            | Duncan Cameron Matt Griffin Aaron Scott                   | Ferrari 488 GTE Evo           | G     | 123   | + 12 tours          |
| 24   | LMGTE  | 55 | Spirit of Race            | Duncan Cameron Matt Griffin Aaron Scott                   | Ferrari F154CB 3,9 l V8 Turbo | G     | 123   | + 12 tours          |
| 25   | LMP3   | 7  | Nielsen Racing            | Tony Wells Colin Noble                                    | Duqueine M30 - D08            | M     | 123   | + 12 tours          |
| 25   | LMP3   | 7  | Nielsen Racing            | Tony Wells Colin Noble                                    | Nissan VK56 5,6 l V8 Atmo     | M     | 123   | + 12 tours          |
| 26   | LMGTE  | 93 | Proton Competition        | Michael Fassbender Felipe Laser (de) Richard Lietz        | Porsche 911 RSR               | G     | 122   | + 13 tours          |
| 26   | LMGTE  | 93 | Proton Competition        | Michael Fassbender Felipe Laser (de) Richard Lietz        | Porsche 4,0 l Flat-6 Atmo     | G     | 122   | + 13 tours          |
| 27   | LMP3   | 15 | RLR Msport                | Malthe Jakobsen James Dayson Gustas Grinbergas            | Ligier JS P320                | M     | 122   | + 13 tours          |
| 27   | LMP3   | 15 | RLR Msport                | Malthe Jakobsen James Dayson Gustas Grinbergas            | Nissan VK56 5,6 l V8 Atmo     | M     | 122   | + 13 tours          |
| 28   | LMGTE  | 66 | JMW Motorsport            | Gunnar Jeannette Rodrigo Sales Finlay Hutchison           | Ferrari 488 GTE Evo           | G     | 122   | + 13 tours          |
| 28   | LMGTE  | 66 | JMW Motorsport            | Gunnar Jeannette Rodrigo Sales Finlay Hutchison           | Ferrari F154CB 3,9 l V8 Turbo | G     | 122   | + 13 tours          |
| 29   | LMP3   | 16 | BHK Motorsport            | Lorenzo Veglia Tom Cloet Philippe Paillot                 | Ligier JS P320                | M     | 121   | + 14 tours          |
| 29   | LMP3   | 16 | BHK Motorsport            | Lorenzo Veglia Tom Cloet Philippe Paillot                 | Nissan VK56 5,6 l V8 Atmo     | M     | 121   | + 14 tours          |
| 30   | LMP3   | 3  | United Autosports         | Duncan Tappy Andrew Bentley James McGuire                 | Ligier JS P320                | M     | 121   | + 14 tours          |
| 30   | LMP3   | 3  | United Autosports         | Duncan Tappy Andrew Bentley James McGuire                 | Nissan VK56 5,6 l V8 Atmo     | M     | 121   | + 14 tours          |
| 31   | LMP3   | 5  | Graff                     | Eric Trouillet Luis Sanjuan Sébastien Page                | Duqueine M30 - D08            | M     | 98    | + 37 tours          |
| 31   | LMP3   | 5  | Graff                     | Eric Trouillet Luis Sanjuan Sébastien Page                | Nissan VK56 5,6 l V8 Atmo     | M     | 98    | + 37 tours          |
| Abd. | LMP2   | 26 | G-Drive Racing            | Roman Rusinov Mikkel Jensen Nyck de Vries                 | Aurus 01                      | M     | 51    |                     |
| Abd. | LMP2   | 26 | G-Drive Racing            | Roman Rusinov Mikkel Jensen Nyck de Vries                 | Gibson GK428 4,2 l V8 Atmo    | M     | 51    |                     |
| Abd. | LMGTE  | 60 | Iron Lynx                 | Claudio Schiavoni Sergio Pianezzola Andrea Piccini        | Ferrari 488 GTE Evo           | G     | 28    |                     |
| Abd. | LMGTE  | 60 | Iron Lynx                 | Claudio Schiavoni Sergio Pianezzola Andrea Piccini        | Ferrari F154CB 3,9 l V8 Turbo | G     | 28    |                     |
| Dsq  | LMP2   | 21 | DragonSpeed               | Henrik Hedman Ben Hanley Charles Milesi                   | Oreca 07                      | M     | 135   |                     |
| Dsq  | LMP2   | 21 | DragonSpeed               | Henrik Hedman Ben Hanley Charles Milesi                   | Gibson GK428 4,2 l V8 Atmo    | M     | 135   |                     |

## Pole position et record du tour
- Pole position :  Filipe Albuquerque (#22 United Autosports) en 1 min 33 s 928
- Meilleur tour en course :  Mikkel Jensen (#26 G-Drive Racing) en  1 min 35 s 998

## Tours en tête
- no 30 Oreca 07 - Duqueine Team : 6 tours (1-6)[6]
- no 20 Oreca 07 - High Class Racing : 71 tours (7-21 / 23-72 / 96-101)
- no 25 Oreca 07 - Algarve Pro Racing : 1 tour (22)
- no 22 Oreca 07 - United Autosports : 50 tours (73-94 / 102-116 / 123-135)
- no 32 Oreca 07 - United Autosports : 2 tours (95 / 117)
- no 27 Oreca 07 - DragonSpeed : 5 tours (118-122)

## À noter
- Longueur du circuit : 5,793 km
- Distance parcourue par les vainqueurs : 782,055 km